# Scottish Professional Football League
Die Scottish Professional Football League (SPFL) ist der nationale Verband der professionellen Fußballvereine in Schottland mit Sitz im Hampden Park in Glasgow. Der Verband entstand 2013 aus einer Fusion der Scottish Premier League und der Scottish Football League. Die SPFL wird als Gesellschaft betrieben und gehört den 42 Mitglied-Clubs. Jeder Club ist Teilhaber, jeder hat eine Stimme um über Fragen wie Regeländerungen und Verträge abzustimmen.
Mit 23 weiteren nationalen Profiliga-Verbänden ist die SPFL Gründungsmitglied des im Februar 2016 in Zürich gegründeten World Leagues Forum, dessen Ziel es unter anderem ist, die Interessen der Profiligen zentral zu bündeln und deren gemeinsame Ansichten vor der FIFA sowie weiteren Institutionen aus Sport und Politik zu vertreten. Die SPFL ist auch Mitglied der Association of European Professional Football Leagues (EPFL).

## Wettbewerbe

### Ligen
Die Scottish Professional Football League hat in der Saison 2020/21 42 Mitgliedsvereine, die in vier Ligen spielen:
| Stufe | Ligen | Ligen | Ligen | Ligen | Ligen | Ligen |
| ----- | --- | --- | --- | --- | --- | --- |
| 1     | Scottish Premiership (Ladbrokes Premiership) 12 Mannschaften - FC Aberdeen - Celtic Glasgow - Dundee United - Hamilton Academical - Hibernian Edinburgh - FC Kilmarnock - FC Livingston - FC Motherwell - Glasgow Rangers - Ross County - FC St. Johnstone - FC St. Mirren | Scottish Premiership (Ladbrokes Premiership) 12 Mannschaften - FC Aberdeen - Celtic Glasgow - Dundee United - Hamilton Academical - Hibernian Edinburgh - FC Kilmarnock - FC Livingston - FC Motherwell - Glasgow Rangers - Ross County - FC St. Johnstone - FC St. Mirren | Scottish Premiership (Ladbrokes Premiership) 12 Mannschaften - FC Aberdeen - Celtic Glasgow - Dundee United - Hamilton Academical - Hibernian Edinburgh - FC Kilmarnock - FC Livingston - FC Motherwell - Glasgow Rangers - Ross County - FC St. Johnstone - FC St. Mirren | Scottish Premiership (Ladbrokes Premiership) 12 Mannschaften - FC Aberdeen - Celtic Glasgow - Dundee United - Hamilton Academical - Hibernian Edinburgh - FC Kilmarnock - FC Livingston - FC Motherwell - Glasgow Rangers - Ross County - FC St. Johnstone - FC St. Mirren | Scottish Premiership (Ladbrokes Premiership) 12 Mannschaften - FC Aberdeen - Celtic Glasgow - Dundee United - Hamilton Academical - Hibernian Edinburgh - FC Kilmarnock - FC Livingston - FC Motherwell - Glasgow Rangers - Ross County - FC St. Johnstone - FC St. Mirren | Scottish Premiership (Ladbrokes Premiership) 12 Mannschaften - FC Aberdeen - Celtic Glasgow - Dundee United - Hamilton Academical - Hibernian Edinburgh - FC Kilmarnock - FC Livingston - FC Motherwell - Glasgow Rangers - Ross County - FC St. Johnstone - FC St. Mirren |
| 2     | Scottish Championship (Ladbrokes Championship) 10 Mannschaften - FC Arbroath - Alloa Athletic - Ayr United - FC Dundee - Dunfermline Athletic - Greenock Morton - Heart of Midlothian - Inverness Caledonian Thistle - Queen of the South - Partick Thistle                | Scottish Championship (Ladbrokes Championship) 10 Mannschaften - FC Arbroath - Alloa Athletic - Ayr United - FC Dundee - Dunfermline Athletic - Greenock Morton - Heart of Midlothian - Inverness Caledonian Thistle - Queen of the South - Partick Thistle                | Scottish Championship (Ladbrokes Championship) 10 Mannschaften - FC Arbroath - Alloa Athletic - Ayr United - FC Dundee - Dunfermline Athletic - Greenock Morton - Heart of Midlothian - Inverness Caledonian Thistle - Queen of the South - Partick Thistle                | Scottish Championship (Ladbrokes Championship) 10 Mannschaften - FC Arbroath - Alloa Athletic - Ayr United - FC Dundee - Dunfermline Athletic - Greenock Morton - Heart of Midlothian - Inverness Caledonian Thistle - Queen of the South - Partick Thistle                | Scottish Championship (Ladbrokes Championship) 10 Mannschaften - FC Arbroath - Alloa Athletic - Ayr United - FC Dundee - Dunfermline Athletic - Greenock Morton - Heart of Midlothian - Inverness Caledonian Thistle - Queen of the South - Partick Thistle                | Scottish Championship (Ladbrokes Championship) 10 Mannschaften - FC Arbroath - Alloa Athletic - Ayr United - FC Dundee - Dunfermline Athletic - Greenock Morton - Heart of Midlothian - Inverness Caledonian Thistle - Queen of the South - Partick Thistle                |
| 3     | Scottish League One (Ladbrokes League One) 10 Mannschaften - Airdrieonians FC - Cove Rangers - FC Clyde - FC Dumbarton - FC East Fife - FC Falkirk - Forfar Athletic - FC Montrose - FC Peterhead - Partick Thistle                                                        | Scottish League One (Ladbrokes League One) 10 Mannschaften - Airdrieonians FC - Cove Rangers - FC Clyde - FC Dumbarton - FC East Fife - FC Falkirk - Forfar Athletic - FC Montrose - FC Peterhead - Partick Thistle                                                        | Scottish League One (Ladbrokes League One) 10 Mannschaften - Airdrieonians FC - Cove Rangers - FC Clyde - FC Dumbarton - FC East Fife - FC Falkirk - Forfar Athletic - FC Montrose - FC Peterhead - Partick Thistle                                                        | Scottish League One (Ladbrokes League One) 10 Mannschaften - Airdrieonians FC - Cove Rangers - FC Clyde - FC Dumbarton - FC East Fife - FC Falkirk - Forfar Athletic - FC Montrose - FC Peterhead - Partick Thistle                                                        | Scottish League One (Ladbrokes League One) 10 Mannschaften - Airdrieonians FC - Cove Rangers - FC Clyde - FC Dumbarton - FC East Fife - FC Falkirk - Forfar Athletic - FC Montrose - FC Peterhead - Partick Thistle                                                        | Scottish League One (Ladbrokes League One) 10 Mannschaften - Airdrieonians FC - Cove Rangers - FC Clyde - FC Dumbarton - FC East Fife - FC Falkirk - Forfar Athletic - FC Montrose - FC Peterhead - Partick Thistle                                                        |
| 4     | Scottish League Two (Ladbrokes League Two) 10 Mannschaften - Albion Rovers - Annan Athletic - Brechin City - FC Cowdenbeath - FC Stranraer - Edinburgh City - Elgin City - FC Queen’s Park - FC Stenhousemuir - Stirling Albion                                            | Scottish League Two (Ladbrokes League Two) 10 Mannschaften - Albion Rovers - Annan Athletic - Brechin City - FC Cowdenbeath - FC Stranraer - Edinburgh City - Elgin City - FC Queen’s Park - FC Stenhousemuir - Stirling Albion                                            | Scottish League Two (Ladbrokes League Two) 10 Mannschaften - Albion Rovers - Annan Athletic - Brechin City - FC Cowdenbeath - FC Stranraer - Edinburgh City - Elgin City - FC Queen’s Park - FC Stenhousemuir - Stirling Albion                                            | Scottish League Two (Ladbrokes League Two) 10 Mannschaften - Albion Rovers - Annan Athletic - Brechin City - FC Cowdenbeath - FC Stranraer - Edinburgh City - Elgin City - FC Queen’s Park - FC Stenhousemuir - Stirling Albion                                            | Scottish League Two (Ladbrokes League Two) 10 Mannschaften - Albion Rovers - Annan Athletic - Brechin City - FC Cowdenbeath - FC Stranraer - Edinburgh City - Elgin City - FC Queen’s Park - FC Stenhousemuir - Stirling Albion                                            | Scottish League Two (Ladbrokes League Two) 10 Mannschaften - Albion Rovers - Annan Athletic - Brechin City - FC Cowdenbeath - FC Stranraer - Edinburgh City - Elgin City - FC Queen’s Park - FC Stenhousemuir - Stirling Albion                                            |

### Pokalwettbewerbe
Die SPFL organisiert zwei Pokalwettbewerbe:
- Scottish Professional Football League Challenge Cup
- Scottish League Cup.

Alle SPFL-Teams sind zudem für den Scottish Cup teilnahmeberechtigt, der von der Scottish Football Association (SFA) durchgeführt und organisiert wird.